# Суо, Масаюки
Масаюки Суо (яп. 周防 正行 суо масаюки, род. 29 октября 1956 года, Токио, Япония) — японский режиссёр, сценарист и продюсер. Наиболее известен по фильмам «Сумо достало!» (1992), «Давайте потанцуем?» (1996), «Я всё равно этого не делал» (2006). Многократный лауреат различных кинопремий и кинофестивалей, например таких, как Премия Японской киноакадемии, «Голубая лента», Азиатская кинопремия.

## Биография
Родился 26 октября 1956 года в Токио. Учился в Университете Риккё. В студенческие годы увлёкся произведениями японского писателя Сигэхико Хасуми, который оказал значительное влияние на дальнейшее творчество Суо.
В 1982 вместе с кинорежиссёрами Ёсио Фукуокой, Ицумити Исомурой, Тосиюки Мидзутани и Акирой Ёнэдой основал продюсерскую компанию Unit 5. В 1983 году в качестве ассистента принял участие в съёмках фильма «Войны Кандагавы» Киёси Куросавы.
В 1984 году снял свой первый кинофильм — эротическую комедию «Хэнтай кадзоку: Аники но ёмэсан». После этой работы последовало еще несколько низкобюджетных картин, предназначенных для реализации в формате VHS. В 1989 году Суо снял комедийную драму «Fancy Dance», экранизацию одноименной манги о панк-рокере, мечтающем стать буддистским монахом.
В 1992 году выпустил спортивную комедию «Сумо достало!» с Масахиро Мотоки в главной роли. Картина стала для Суо прорывом в киноиндустрии: фильм был высоко оценён кинокритиками, а также удостоился нескольких крупных наград, среди которых были Премия Японской киноакадемии, «Голубая лента», премия Кинэма Дзюмпо, премия Майнити и ряд других.
В 1996 году снял романтическую кинокомедию «Давайте потанцуем?», которая превзошла успех «Сумо достало!». Фильм получил 15 номинаций на Премию Японской киноакадемии, «Голубую ленту» 1996 года в номинации «Лучший актёр» (Кодзи Якусё), а также стал призёром нескольких кинофестивалей в США. Кроме того фильм был признан лучшим фильм на иностранном языке 1997 года по версии Национального совета кинокритиков США. Успех «Давайте потанцуем?» за рубежом был настолько высок, что спустя восемь лет в США был снят одноименный ремейк с Ричардом Гиром и Дженнифер Лопес в главных ролях.
В 2006 году Суо снял драму «Я всё равно этого не делал», которая также была положительно встречена кинокритиками, однако не смогла добиться коммерческого успеха.
В 2010-х годах Суо отметился тремя полнометражными работами в кино: «Полное доверие» (2012), «Майко леди?» (2014), «Говорящие картинки» (2019).

## Фильмография
- 1984 — «Хэнтай кадзоку: Аники но ёмэсан»
- 1989 — «Fancy Dance»
- 1992 — «Сумо достало!»
- 1996 — «Давайте потанцуем?»
- 2006 — «Я всё равно этого не делал»
- 2012 — «Полное доверие»
- 2014 — «Майко леди?»
- 2019 — «Говорящие картинки»

## Награды и номинации
| Премия                       | Год  | Фильм                        | Категория       | Результат |
| ---------------------------- | ---- | ---------------------------- | --------------- | --------- |
| Премия Японской киноакадемии | 1993 | «Сумо достало!»              | Лучший режиссер | Победа    |
| Премия Японской киноакадемии | 1993 | «Сумо достало!»              | Лучший сценарий | Победа    |
| Премия Японской киноакадемии | 1997 | «Давайте потанцуем?»         | Лучший режиссер | Победа    |
| Премия Японской киноакадемии | 1997 | «Давайте потанцуем?»         | Лучший сценарий | Победа    |
| Премия Японской киноакадемии | 2006 | «Я всё равно этого не делал» | Лучший режиссер | Номинация |
| Премия Японской киноакадемии | 2006 | «Я всё равно этого не делал» | Лучший сценарий | Номинация |
| Премия Японской киноакадемии | 2019 | «Говорящие картинки»         | Лучший режиссер | Победа    |
| Азиатская кинопремия         | 2008 | «Я всё равно этого не делал» | Лучший режиссер | Номинация |
| Азиатская кинопремия         | 2008 | «Я всё равно этого не делал» | Лучший сценарий | Номинация |
| «Голубая лента»              | 1992 | «Сумо достало!»              | Лучший режиссер | Победа    |
| «Голубая лента»              | 1992 | «Сумо достало!»              | Лучший сценарий | Победа    |
| «Голубая лента»              | 2008 | «Я всё равно этого не делал» | Лучший режиссер | Победа    |
| премия «Кинэма Дзюмпо»       | 1993 | «Сумо достало!»              | Лучший режиссер | Победа    |
| премия «Кинэма Дзюмпо»       | 1997 | «Давайте потанцуем?»         | Лучший сценарий | Победа    |
| премия «Кинэма Дзюмпо»       | 2008 | «Я всё равно этого не делал» | Лучший режиссер | Победа    |
| премия «Кинэма Дзюмпо»       | 2008 | «Я всё равно этого не делал» | Лучший сценарий | Победа    |
| премия «Кинэма Дзюмпо»       | 2013 | «Полное доверие»             | Лучший режиссер | Победа    |

## Комментарии
1. ↑  Хэнтай кадзоку аники но ёмэсан (яп. 変態家族 兄貴の嫁さん)